# Ada Tschechowa
Ada Michajlovna Čechova, germanizzato in Ada Tschechowa (in russo Ада Михайловна Чехова; Mosca, 9 settembre 1916 – Brema, 28 gennaio 1966), è stata un'attrice teatrale e imprenditrice tedesca di origine russa, figlia di Ol'ga Čechova e Michail Čechov, e a propria volta madre dell'attrice Vera Tschechowa.

## Biografia
Nata a Mosca, all'epoca Impero russo, si trasferì con la madre in Germania all'età di 5 anni. Frequentò la scuola teatrale statale di Berlino, e fu allieva di Walter Franck. A 19 anni fece il suo esordio al cinema, nel film La Pompadour di Willy Schmidt-Gentner, ma la sua carriera si svolse perlopiù a teatro. Aprì una propria agenzia di rappresentanza per attori, ed ebbe tra i suoi rappresentati, tra gli altri, Angelika Meissner e Rex Gildo.
La Tschechowa si sposò tre volte: con il cameraman e regista Franz Weihmayr, col medico Wilhelm Rust, da cui ebbe la figlia Vera, e da ultimo, nel 1950, col pugile Conny Rux. Perì nella tragedia di Brema, l'incidente aereo che coinvolse il volo Lufthansa 005, a bordo del quale viaggiava anche la nazionale italiana di nuoto, il 28 gennaio 1966.

## Filmografia
- La Pompadour (Die Pompadour), regia di Willy Schmidt-Gentner e, non accreditato, Veit Harlan (1935)
- Corridoio segreto (Der Favorit der Kaiserin), regia di Werner Hochbaum (1936)
- Clarissa, regia di Gerhard Lamprecht (1941)
- Mit den Augen einer Frau, regia di Karl Georg Külb (1942)
- Geheimnis einer Ehe, regia di Helmut Weiss (1951)